# Nicky Delmonico
Pour les articles homonymes, voir Delmonico.
Nicholas John Delmonico (né le 12 juillet 1992 à Knoxville, Tennessee, États-Unis) est un ancien joueur de la Ligue majeure de baseball.

## Carrière
Nicky Delmonico est choisi par les Orioles de Baltimore au 6e tour de sélection du repêchage amateur de 2011. Delmonico, qui se dirigeait vers l'université de Géorgie où son frère Joey jouait alors au baseball, décide d'accepter l'offre des Orioles et perçoit une prime de 1,525 million de dollars à la signature de son premier contrat professionnel.
Il fait ses débuts professionnels en ligues mineures avec un premier club-école des Orioles en 2012. Le 23 juillet 2013, les Orioles échangent Delmonico aux Brewers de Milwaukee en retour du releveur étoile Francisco Rodríguez. 
Delmonico, qui est traité de façon irrégulière depuis l'école secondaire pour un TDAH, recommence à prendre de l'Adderall sans la permission de la Ligue majeure de baseball, contrevenant ainsi à la politique antidrogue et risquant d'échouer un éventuel test de dépistage de drogue. C'est ce qui se produit éventuellement et, le 28 juillet 2014, Delmonico est suspendu 50 matchs pour usage d'amphétamines. Les Brewers sont insatisfaits en général de l'attitude de Delmonico, déplorant notamment le fait qu'il est parfois introuvable et ne retourne pas les appels téléphoniques qui lui sont destinés, et ils décident de le libérer de son contrat en février 2015. Delmonico indique plus tard avoir alors changé son numéro de téléphone, signifié son désintérêt pour la poursuite d'une carrière sportive, et demandé aux Brewers d'être libéré.

### White Sox de Chicago
Le 11 février 2015, Delmonico accepte un contrat offert par les White Sox de Chicago. Ce n'est qu'en juin 2015 qu'il rejoint un premier club-école des White Sox. Ces derniers sont heureux de constater que le jeune homme semble avoir surmonté ses difficultés personnelles et être en mesure de se dédier au baseball, et en mai 2016 ils le font graduer à l'échelon le plus élevé des ligues mineures, chez les Knights de Charlotte au niveau Triple-A. Un joueur de troisième but depuis le début de sa carrière, Delmonico joue de plus en plus au premier but et au champ gauche dans les mineures après son passage aux White Sox,.
Nicky Delmonico fait ses débuts dans le baseball majeur le 1er août 2017 avec les White Sox de Chicago au poste de voltigeur de gauche face aux Blue Jays de Toronto. À ce premier match, Delmonico réussit son premier coup sûr dans les majeures, aux dépens du lanceur Ryan Tepera.

## Vie personnelle
Le père de Nicky Delmonico, Rob Delmonico, est de 1990 à 2007 l'entraîneur-chef des Volunteers, l'équipe de baseball de l'université du Tennessee, ainsi que le gérant de l'équipe nationale des Pays-Bas lors de la Classique mondiale de baseball 2009.